# Dělnický dům (Zábrdovice)

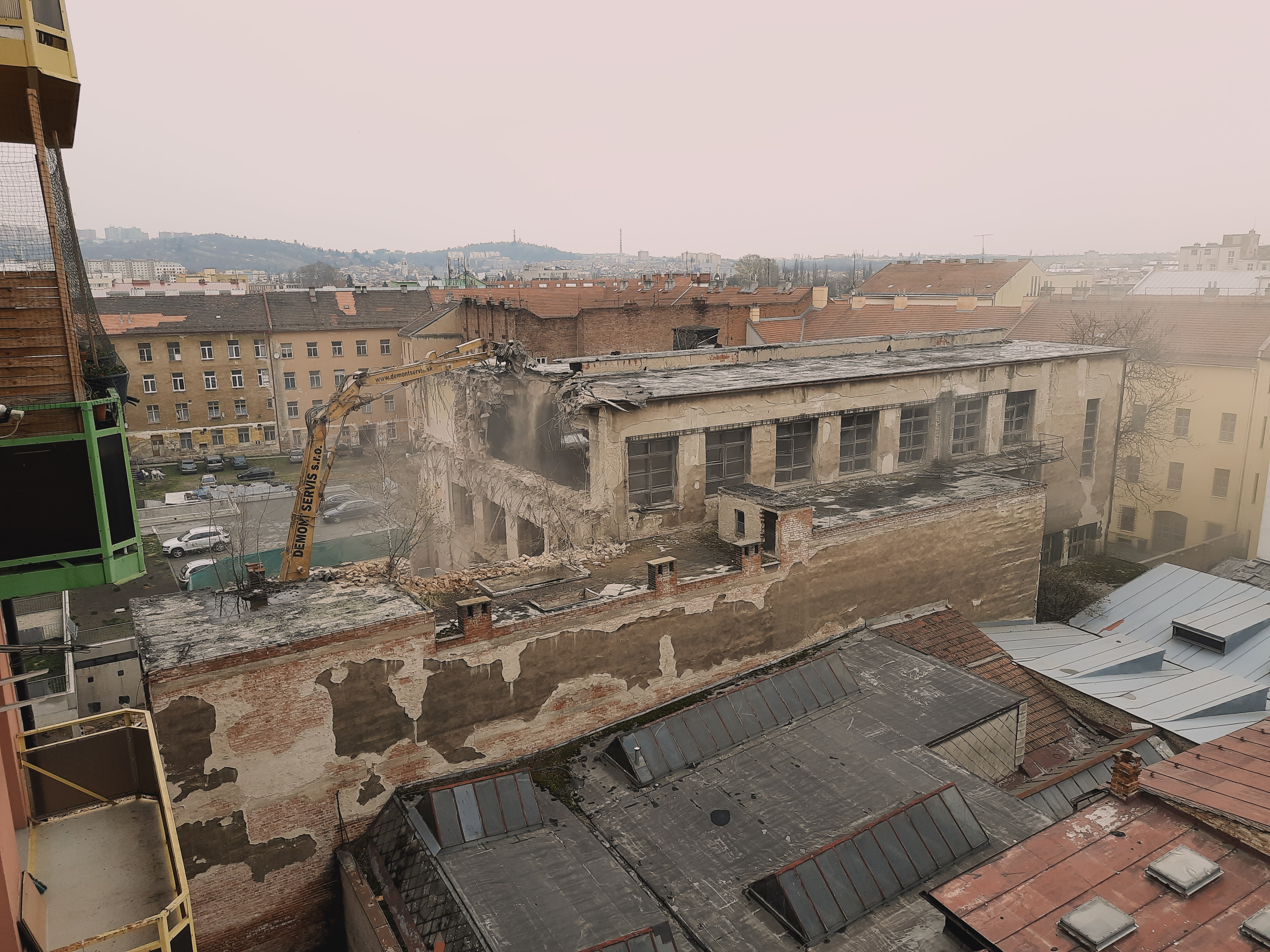
Záběr z demolice zadní části Dělnického domu z března 2022

Na ulici Spolková (dřívější názvy Dělnická či Marxova) stála nosná budova brněnské historie – Dělnický dům. Na příběhu jednoho domu můžeme sledovat hned několik historických etap. Lidé se v tomto domě scházeli téměř přesně sto let a za tu dobu nabyl pestrých využití. Vznikl jako zázemí dělníků „moravského Manchesteru“, pokračoval jako centrum brněnského prvorepublikového komunistického hnutí nebo jako prostor prvních tanečních kroků brněnských středoškolských studentů a svoji životní cestu zakončil jako symbol svobodných devadesátých let.
Dělnický dům byl postaven v roce 1897 na tehdejší Jusově ulici (později měl adresu Spolková 8) v centru tovární čtvrti Cejl jako místo setkávání českého dělnictva. V roce 1929 byla ke stávající budově v prostorách přilehlého dvorního sálu přistavena mohutná třípatrová funkcionalistická stavba podle návrhu architekta Eduarda Göttlichera. V tomto stavu budovy přečkaly druhou světovou válku jako majetek brněnské Zbrojovky a za socialismu byly pod kontrolou KSČ. V 90. letech byly budovy zprivatizovány, nacházely se však v již dost špatném stavu. V průběhu 90. let zde působily postupně dva hudební kluby, které byly známé po celém Brně – Harlem a TetraHydroClub.
S ukončením činnosti tak zvaného „téhácéčka“ v roce 2003 také končí éra Dělnického domu. V majetku developerů budovy postupně čím dál více chátraly až došlo ke konečné demolici nejdříve budovy natočené do ulice a poté v roce 2021 byla srovnána se zemí i druhá budova někdejšího Dělnického domu. Hned o rok později započala stavba moderního bytového komplexu.

## Historie

### 1895 – 1918
S intenzivním rozvojem textilního průmyslu v 2. polovině 19. století se do oblasti brněnského Cejlu začaly stěhovat desetitisíce dělnic a dělníků, kteří byli zaměstnaní v blízkých textilkách, jež se nalézaly na obou březích Svitavy. Tento příliv dělnického obyvatelstva a jejich rodin dal vzniknout nové městské části Brno – Zábrdovice. Špatné pracovní podmínky dělníků daly vzniknout dělnickým sdružením, ve kterých zaměstnanci společně usilovali o lepší podmínky v továrnách. Brzy se usnesli na tom, že by bylo vhodné mít k dispozici místo sdružování a kulturního vyžití – tak vznikl v roce 1895 spolek Dělnický dům (aneb Arbeiterheim), jehož hlavním cílem bylo sesbírat dostatečné množství financí pro stavbu Dělnického domu, což se dva roky na to také podařilo. Dělnický dům se brzy stal centrem dělnického hnutí v Brně, přední část domu sloužila jako noclehárna pro odboráře na cestách, v zadní části se nacházela restaurace a sál, ve kterém se hrálo dělnické divadlo a konaly se zde schůze socialistických stranických orgánů či odborových organizací. V roce 1899 se Dělnický dům stal centrem stávky dvanácti tisíc nespokojených pracovníků v textilkách, která vedla ke snížení pracovní doby. Spolek však stíhaly nemalé finanční problémy a v roce 1910 byl vydán na nemilost exekucím, z finančních potíží však vytáhl spolek objev biografu. V Dělnickém domě byl otevřen v roce 1913 jeden z prvních brněnských kinosálů, díky němuž budoucnost spolku vypadala znovu nadějněji.

### 1918 – 1939

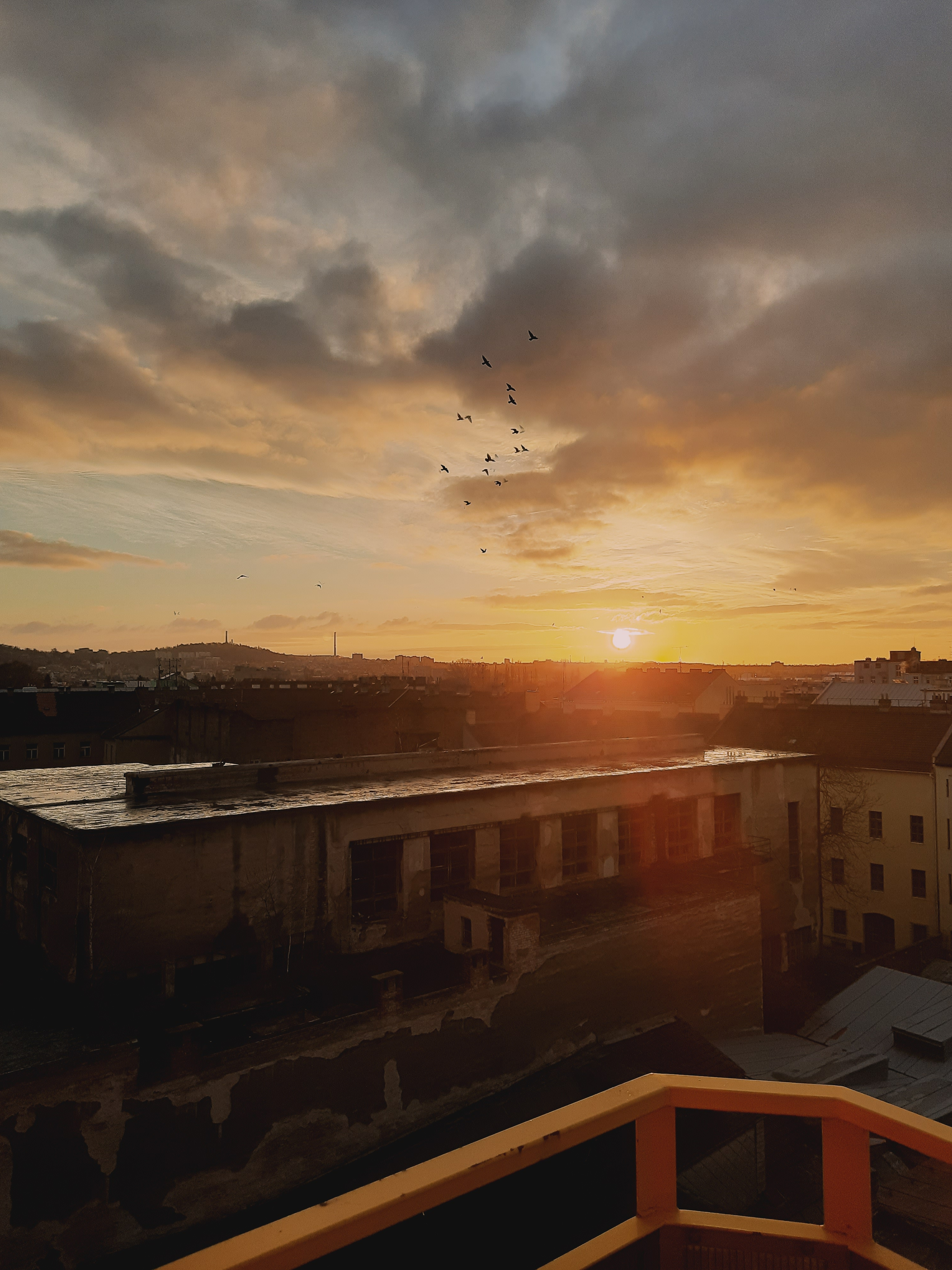
Pohled na zchátralou zadní část Dělnického domu

Těsně po první světové válce byla ulice Jusova přejmenována na Dělnickou a tímto byla odstartovaná prvorepubliková éra Dělnického domu.  Útočiště zde nacházeli i levicově smýšlející umělci a v roce 1924 zde vznikla brněnská odnož poetické skupiny Děvetsil. V té době se také ale spolek potýkal s vnitřními rozkoly mezi sociálními demokraty a marxisty. Nakonec v domě ukotvila v letech 1921-1929 svoji základnu komunistická strana, načež se v Dělnickém domě vystřídali významní komunističtí politikové – Klement Gottwald a Antonín Zápotocký. V roce 1929 byl objekt rozšířen o masivní funkcionalistickou zahradní budovu s velkým sálem, kinem, tělocvičnou a dalšími místnostmi. O rok později se spolek vrátil zpět k méně radikálním myšlenkám sociální demokracie a odmítl propůjčovat objekt komunistům. 

### 1939 – 1989
Za 2. světové války byl objekt prodán brněnské Zbrojovce a následně padl pod kontrolu KSČ v roce 1951, v reakci na to se také spolek Dělnický dům definitivně rozešel. Za socialismu se zde organizovaly různé kulturní akce jako například koncerty či lekce tanečních.

### 1989 – 2002
V 90. letech v rámci privatizace odkoupila firma Reset management již částečně zchátralý objekt. Ta jej do roku 2002 pronajímala krátce rockovému klubu Harlem a posléze hudebníku klubu TetraHydroClub. Ten byl v prostorách provozován v letech 1997–2002. V budovách probíhaly velké koncerty, v podzemních sálech se promítaly filmy, pořádal se zde festival Under Plunder a na dvoře celý den hořel oheň.  Někteří z organizátorů bydleli v bytové přední části domu a prostorami se nesla atmosféra amsterdamských squatů. Když doba největšího rozkvětu klubu v roce 2000 pominula, žila na Spolkově ještě dva roky skupina umělců, která klub nárazově otevírala, nakonec byl dům přenechán skupině vysokoškolských studentů, kteří museli objekt kvůli postupujícímu úpadku také později opustit.

## Současný stav (demolice)
Fakt, že je dům od roku 2003 nevyužívaný, se značně podepisoval na jeho stavu. Těšně před demolicí měl dům typické znaky brownfieldu. Měl vymlácená okna, zřícené stropy, propadlá schodiště, poničenou omítka, zdemolované sklepy, budovou prorůstala vegetace atd. Majetek byl téměř všechen odcizen, jediné, co v těchto prostorách zbylo, byly staré LP desky, které byly společně se sutí roztroušeny po místnostech domu.  Chátrání domu pak vygradovalo požárem v roce 2018 a následnou demolicí. Pozemek o rozloze 2254 km² vlastní od roku 2004 až do současnosti firma Majordomus. Vzhledem k omezením, které prohlášení domu za kulturní památku pro firmu představovalo, se společnost rozhodla podat žádost o zrušení tohoto prohlášení. Této žádosti nebylo vyhověno. V roce 2009 firma podala další žádost na stavební úřad Brno – Sever ohledně zahájení stavebního projektu. V tomto případě už firma se žádostí uspěla. Momentálně už dělnický dům prošel demolicí a čeká se, než se začne s výstavbou nových bytů. 

## Budoucnost
Na budoucnosti objektu ve veřejném prostoru převládaly dva opačné názory. Přístup z pohledu majitele zohledňoval spíše ekonomické aspekty. Nejvýhodnější je z tohoto pohledu zahájit demolici a kompletně zahájit výstavbu nových bytových jednotek. Druhý přístup, který panoval zejména před demolicí ze strany studentů, se zaměřuje mimo jiné i na urbanistické souvislosti a přínosy pro lokalitu. Studenti chtěli zachovat veřejnou funkci objektu, kdy se vzhledem k výskytu podzemní vody pod pozemkem nabízelo vybudovaní lázní. Tento projekt je však v souvislosti s financemi a majitelem poměrně utopický. Nakonec vyhrála varianta majitele a v budoucnu by měl na místě vzniknout sedmipatrový obytný dům. 